# Вотфорд (станція метро)
51°39′27″ пн. ш. 0°25′3″ зх. д. / 51.65750° пн. ш. 0.41750° зх. д.

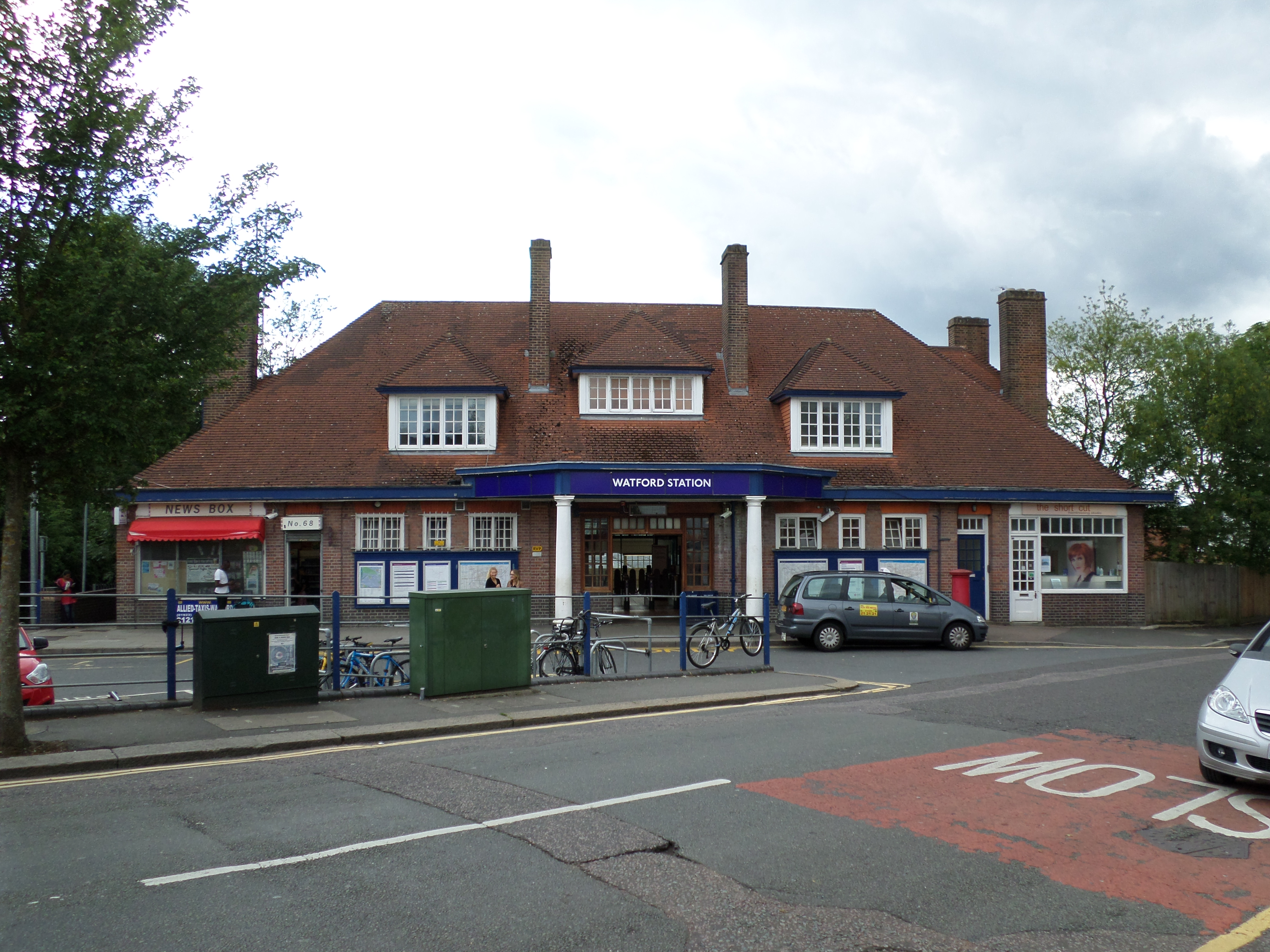
Вхід до станції Вотфорд

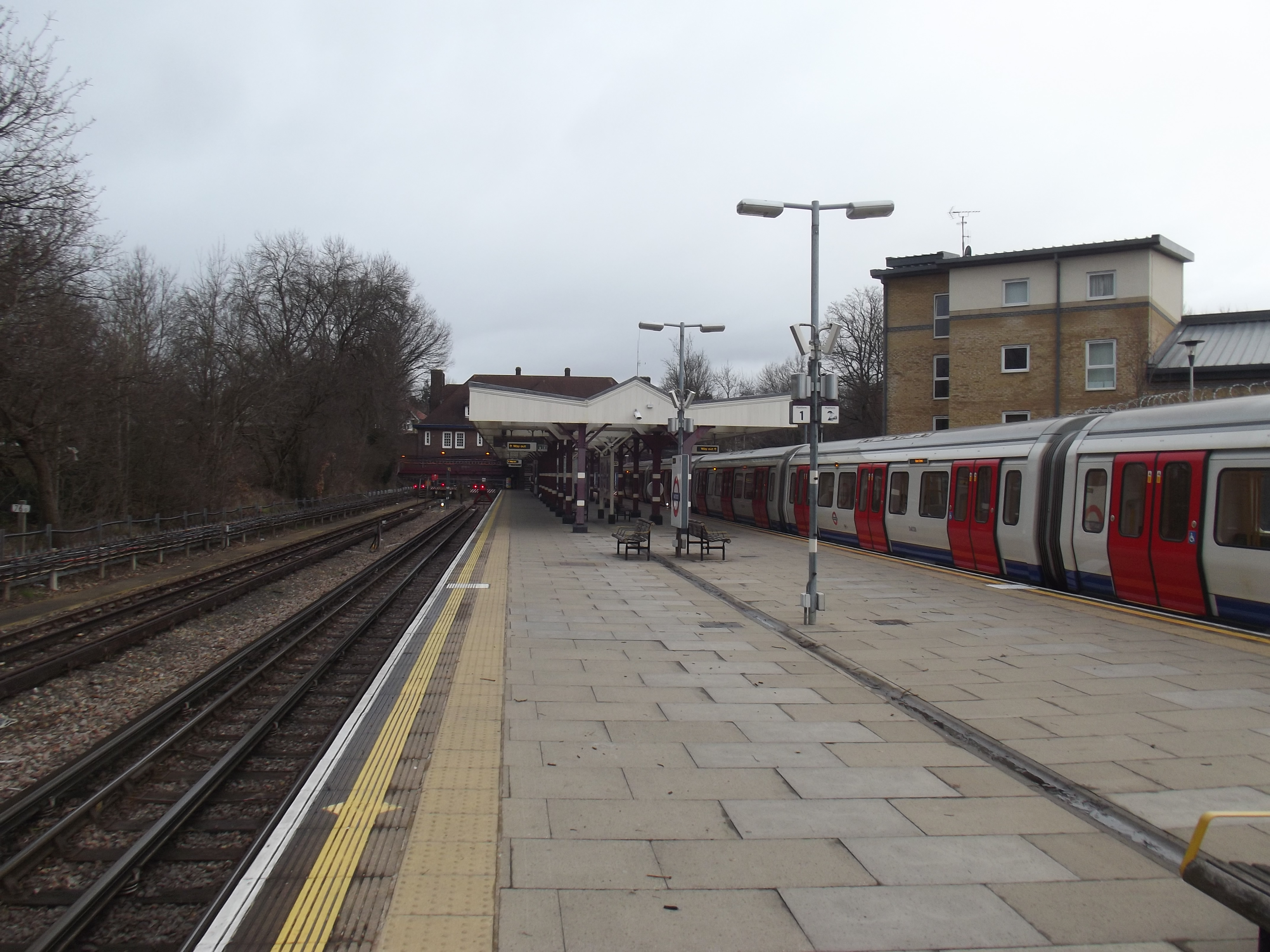
Платформи станції Вотфорд

Вотфорд (англ. Watford) — кінцева станція лінії Метрополітен Лондонського метро. Розташована у 7-й тарифній зоні, у районі Вотфорд, на північному заході Великого Лондону, наступна станція — Крокслі. Пасажирообіг на 2017 рік — 1.86 млн. осіб.
Конструкція станції — наземна відкрита з однією острівною платформою.

## Історія
- 2. листопада 1925 — відкриття станції[2]
- 14. листопада 1966 — закриття товарної станції[3]

## Послуги
| Попередня станція | Лінія | Лінія                               | Лінія | Наступна станція |
| ----------------- | ----- | ----------------------------------- | ----- | ---------------- |
| Кінцева           |       | Лондонське метро Лінія Метрополітен |       | Крокслі          |